# Wielka Desztna

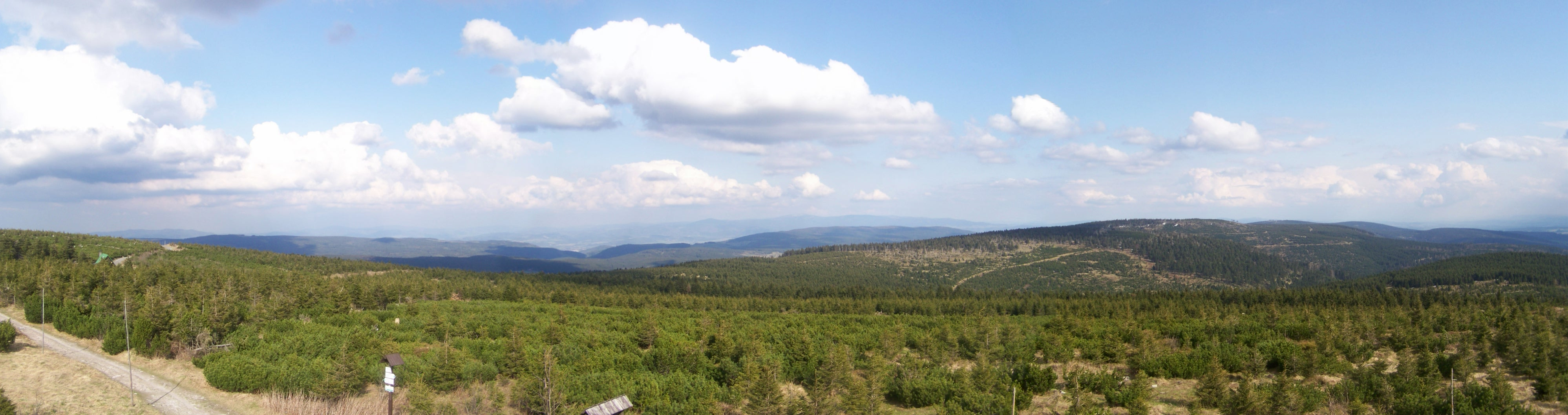
Panorama z Wielkiej Desztny w kierunku południowo-wschodnim

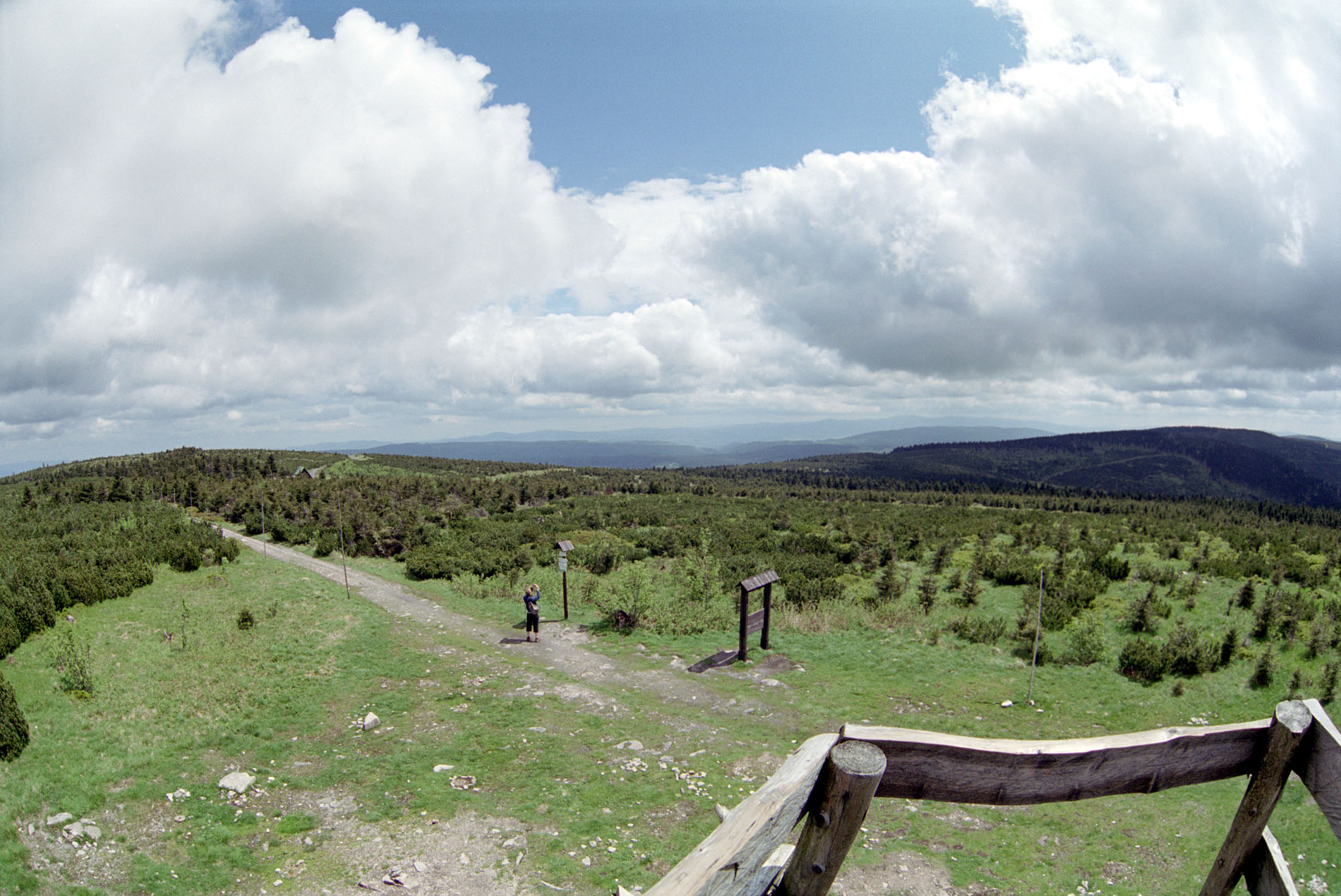
Na szczycie wzniesienia

Wielka Desztna (czes. Velká Deštná, niem. Deschneyer Großkoppe, 1115 m n.p.m.) – najwyższy szczyt Sudetów Środkowych, w środkowo-wschodniej części Gór Orlickich w Czechach. W przeszłości Wielka Desztna nazywana była Siedmiogrodzką Górą. 
Szczyt znajduje się około 3,6 km na południe od polskiej miejscowości Zieleniec, będącej formalnie częścią Dusznik-Zdroju, na zachód od doliny Dzikiej Orlicy.
Jest to szczyt o obszernym kopulastym wierzchołku i stromych zboczach. Na szczycie częściowo porośniętym młodym lasem znajdowała się wieża triangulacyjna, niżej bufet i wiata turystyczna. Szczyt był w przeszłości dobrym punktem widokowym, z którego rozciągała się pełna panorama na okoliczne szczyty i doliny Gór Orlickich i Bystrzyckich. 26 października 2019 na szczycie oddano do użytku nową wieżę widokową, dzięki której ponownie można oglądać sąsiednie pasma górskie.

## Turystyka
U podnóża szczytu w kierunku północnym w łęku pomiędzy Wielką a Małą Desztną (czes. Malá Deštná) znajduje się rezerwat przyrody Jelení lázeň, małe wierzchowinowe torfowisko. Na północnym zboczu w pobliżu drogi prowadzącej na szczyt po lewej stronie zlokalizowane są czeskie schrony i umocnienia militarne z okresu przedwojennego.
Na szczyt prowadzi serpentynami droga oraz szlaki turystyczne:
  – czerwony, tzw. Jiraszkowy Szlak (czes. Jiráskova cesta)
  – zielony
W odległości kilku kilometrów od szczytu było usytuowane turystyczne przejście graniczne.